# Owaka

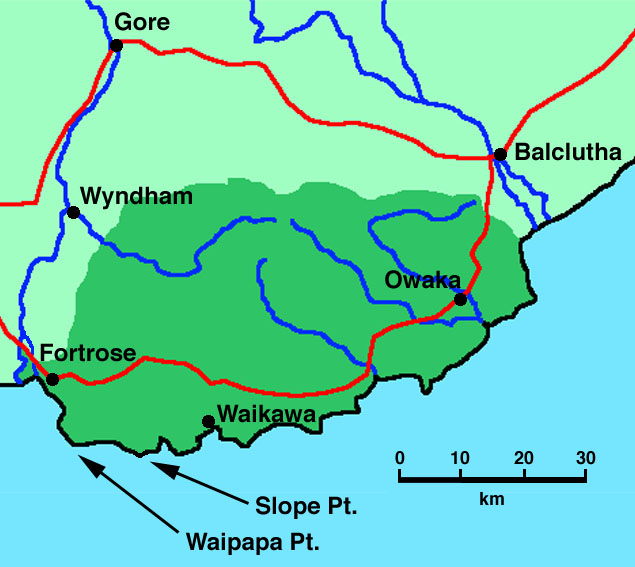
Karte der Catlins, Owaka befindet sich östlich auf der Karte

Owaka ist ein kleines Dorf im Clutha District der Region Otago auf der Südinsel von Neuseeland.

## Namensherkunft
In der Sprache der Māori bedeutet der Name des Ortes so viel wie „Ort des Kanus“, zusammengesetzt aus „O“ für Ort und „waka“ für Kanu.

## Geographie
Das Dorf befindet sich rund 25 km südsüdwestlich von Balclutha und rund 2,5 km nordöstlich des Catlins Lake, der durch den Catlins River gespeist wird und sein Abfluss rund 6 km südwestlich in den Pazifischen Ozean mündet. Der Ōwaka River, der nördlich an Owaka vorbeifließt und in dessen Ebene das Dorf liegt, mündet rund 4 km südwestlich von Owaka in den Catlins River.
Die nächstgelegenen Siedlungen sind Owaka Valley und Katea im Westen und Nordwesten, Poumawea und New Haven im Südosten und Ratanui, Hinahina im Südwesten und Süden.

## Geschichte
Am 22. Juni 1896 wurde Owaka Endpunkt des Catlins River Branch, einer Eisenbahnstrecke, die am 1. August 1904 eine Verlängerung bis Ratanui bekam. Später wurde die Strecke noch bis Tahakopa weiter geführt. Mit dem Rückgang des Güterverkehrsaufkommens der Region endete die Strecke zunächst ab 1958 wieder in Owaka, um dann am 27. Februar 1971 komplett eingestellt zu werden. Einige wenige Reste der Bahnstrecke blieben in der Gegend um Owaka erhalten, doch der Lagerschuppen des Bahnhofs von Owaka wurde als letztes Relikt der Eisenbahnzeit im Dorf 1986 abgerissen.

## Bevölkerung
Zum Zensus des Jahres 2013 zählte der Ort 303 Einwohner, 7,3 % weniger als zur Volkszählung im Jahr 2006.

## Wirtschaft
Haupterwerbszweig des Dorfes ist die Landwirtschaft. Die Verwaltung des 20 km weiter östlich beginnenden Catlins Forest Park befindet sich in Owaka.

## Sehenswürdigkeiten
In Owaka kann ein Museum zur Siedlungsgeschichte der Catlins, das Catlins Historical Museum, besichtigt werden und bis zu den Purakaunui Falls sind es lediglich 17 km in südwestliche Richtung vom Dorf aus gesehen.

## Sport
Rund 2 km südöstlich von Owaka befindet sich ein Golfplatz mit neun Löchern.